# Мишке, Вячеслав Вячеславович
Вячеслав Вячеславович Мишке (28 апреля 1901 — 1972, Москва) — инженер, учёный, педагог. Лауреат Сталинской премии.

## Биография
Родился в семье технического директора фабрики «Рольма» Вячеслава Антоновича Мишке (1872—1957) и Зинаиды Ивановны Мишке (Поморцевой). Окончил гимназию в Ростове, после чего поступил в Московское высшее техническое училище, которое окончил в 1924 году. В конце 30-х годов разработал теорию подобия роторных гидромашин. За разработку контрольно-измерительных приборов с дистанционными показателями для заводов «А» и «Б» комбината № 817 (предприятия, занимавшегося радиохимическим выделением плутония для первой советской ядерной бомбы) в 1949 году секретными указами правительства был награждён орденом Трудового Красного Знамени и Сталинской премией II степени. Им были разработаны и читались в МВТУ оригинальные курсы «Поршневые насосы» и «Объемные гидромашины».